# Lukas Hammer

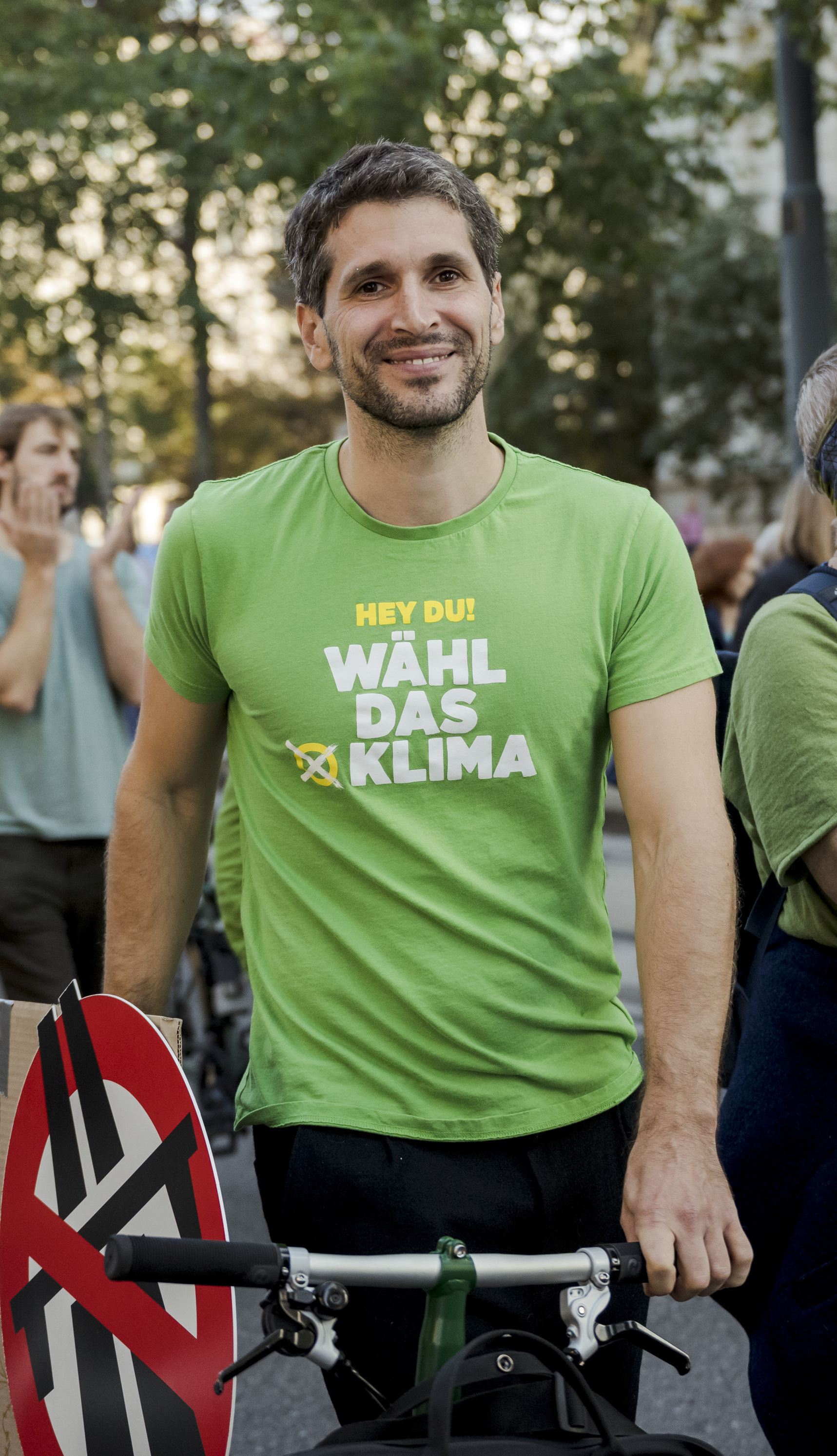
Lukas Hammer

Lukas Hammer (geboren am 25. Mai 1983 in Wien) ist ein österreichischer Politikwissenschaftler und Umweltaktivist, zuletzt tätig als umweltpolitischer Sprecher von Greenpeace Österreich. Er ist seit 23. Oktober 2019 Abgeordneter zum Nationalrat für die Grünen.

## Leben und Werk
Die Eltern Hammers sind der Konservator-Restaurator Ivo Hammer und die Kunsthistorikerin Daniela Hammer-Tugendhat. Seine Mutter gilt als Pionierin der feministischen Kunstgeschichtsschreibung und stammt aus einer jüdischen Familie aus Brünn. Sie wurde in Caracas geboren, wo ihre Eltern Zuflucht vor den Verfolgungsmaßnahmen des NS-Regimes gefunden hatten, und ist in der Schweiz aufgewachsen. Seine Großeltern, Fritz und Grete Tugendhat, waren Textilfabrikanten und hatten die Villa Tugendhat in Brünn errichten lassen.
Hammer studierte Politikwissenschaften mit den Schwerpunkten Umweltökonomie und Umweltpolitik. Von 2011 bis 2017 arbeitete er als Umweltreferent im Grünen Parlamentsklub, ohne Parteimitglied zu werden. Im Nachhinein begründete er dies damit, er habe sich als wissenschaftlichen Mitarbeiter gesehen. Ab August 2017 war er bei Greenpeace Österreich tätig, zuletzt als umweltpolitischer Sprecher. Seinen ersten Mitgliedsbeitrag bei den Grünen zahlte er erst am Tag vor jener Landesversammlung ein, die ihn zum Spitzenkandidaten kürte. Er konnte sich gegen prominente grüne Frauen wie die Bundesrätin Ewa Dziedzic und die frühere Nationalratsabgeordnete Sigi Maurer durchsetzen, die jedoch beide Listenplätze hinter Hammer erringen konnten.
Hammer erklärte den Umweltschutz zur obersten Priorität seiner politischen Arbeit. Es mache einen Riesenunterschied ob die Erderwärmung 1,5 oder 2 Grad betrage. Er kündigte an, eine sozial verträgliche CO2-Steuer vorzuschlagen, zunächst vorrangig bei Energie, später auch bei Produkten. Ein Teil der Einnahmen solle an bedürftige Personen rückerstattet werden.
Lukas Hammer ist verheiratet und hat zwei Töchter.